# اینیوئیت
اینیوئیت  (به انگلیسی: Inyoite) با فرمول شیمیایی Ca[B3O3(OH)5].4H2O از مجموعه کانی هاست و دارای لومینسانس گاهی سفید متمایل به زرد ازنام محل اکتشاف آن Inyo County در کالیفرنیا گرفته شده‌است. محلول درآب گرم و اسیدها CaO:۲۰٫۲٪ B2O۳:۳۷٫۶۱٪ H2O:۴۲٫۱۹٪ برای اولین بار در ترکیه کشف شد و از نظر شکل بلور: منشوری کوتاه - پهن و کوتاه، رنگ: سفید-صورتی، شفافیت: نیمه شفاف، شکستگی: نامنظم، جلا: شیشه ای، رخ: خوب - مطابق با، سیستم تبلور: مونوکلینیک و در رده‌بندی بورات است و منشأ تشکیل آن دریاچه‌های برات دار است.
همایند کانی‌شناسی (پارانژ) آن ایندریت - آشاریت- پری سئیت- کوله مانیت و غیره است
کاربرد آن: در صنایع شیمیائی، از نظر ژیزمان بلوری - آگرگاتهای توده‌ای و اسفرولیتی کمیاب است و بیشتر در آمریکا (کالیفرنیا)، قزاقستان و کانادا یافت می‌شود.